# МР-УР-100
МР-УР-100 „Сотка“ е междуконтинентална балистична ракета, разработена и използвана от Съветския съюз в периода 1978 – 1993. Номенклатурата на ГРАУ за този модел е 15A15, а натовското ѝ наименование е SS-17 Spanker

## Разработка
Проектът МР-УР-100 е разработен в „Южно конструткорско бюро“, намиращо се в Днепропетровск, Украйна (по това време Украинска ССР). Целта на проекта е да замени УР-100 ракетите с такива, способни да пренасят многобройни бойни глави. Първоначално МР-УР-100 е проектирана да се помести в силоз на предшественика си УР-100. Въпреки това обаче са нужни няколко модификации, защото новата ракета изиства вертикално изстрелване.
Стартът на разработката започва на 19 август 1970 г., като задачата е поверена на „Южно конструкторско бюро“ и TsKBM (създателите на УР-100). Редица тестови полети са извършени между 1971 и 1974 г. Ракетата влиза в арсеналът на стратегическите ракетни войски през 1978 г. Конструкцията на още по-модернизирана версия (обозначена като МР-УР-100UTTh) започва на следващата година. Новите варианти напълно изместват оригиналната разработка през 1983 г., като през това време СССР притежава 270 пускови съоръжения. Оттогава номерът им постепенно намалява, а първият договор за намаляване на стратегическите оръжия „СТАРТ-1“ подписан между СССР и САЩ ограничава броя им до 76. Към настоящ момент всичките ракети са унищожени.

## Оператори
- СССР

Стратегическите ракетни войски са били единствените оператори на МР-УР-100